# Brandenburgisches Oberlandesgericht

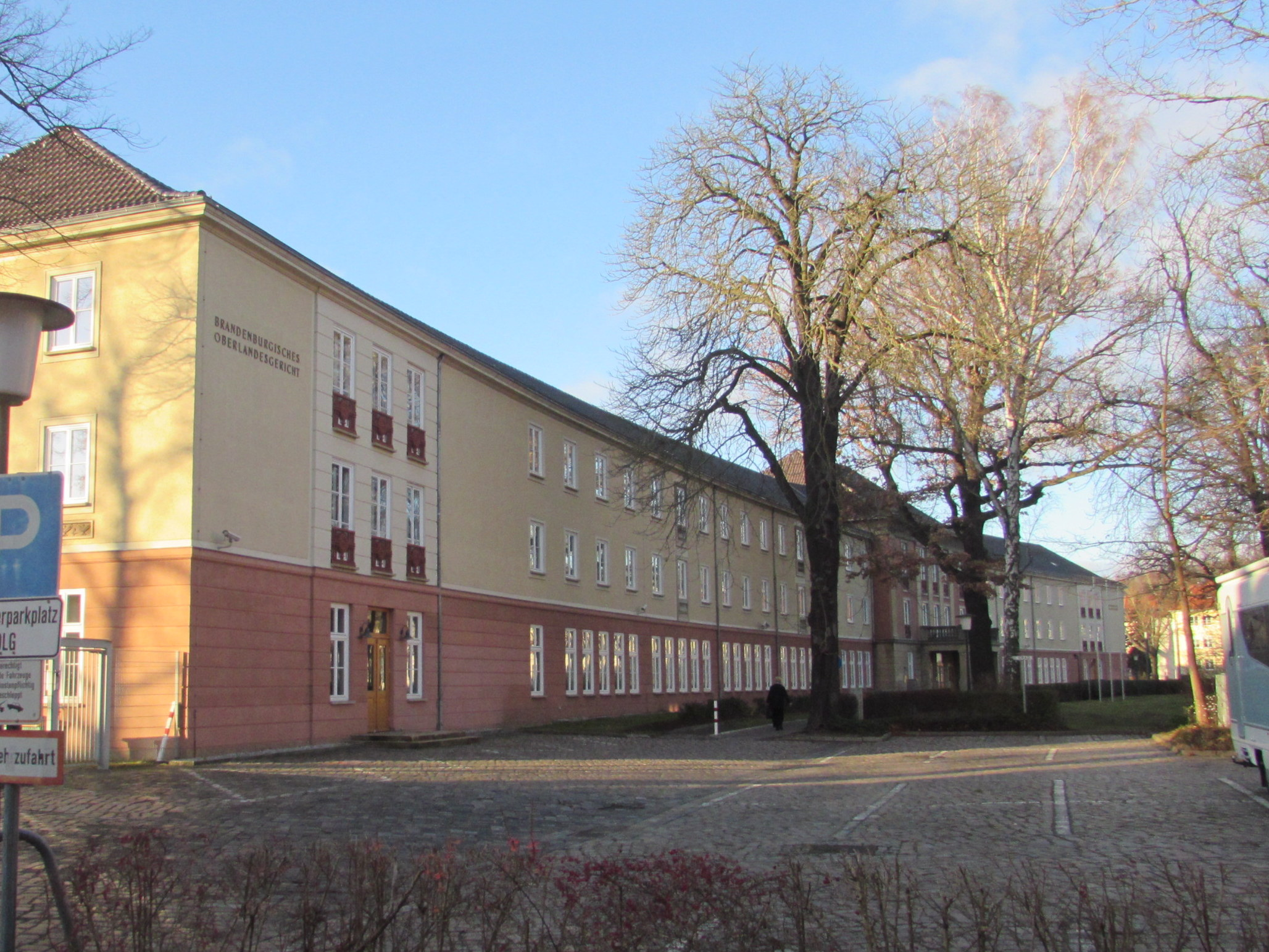
Oberlandesgericht in Brandenburg an der Havel

Das Brandenburgische Oberlandesgericht ist das einzige Oberlandesgericht des Landes Brandenburg.

## Gerichtssitz und -bezirk
Der Sitz des Gerichts ist Brandenburg an der Havel; sein Gerichtsbezirk ist mit der Fläche des Bundeslandes Brandenburg identisch.
Im Bezirk des Oberlandesgerichts sind 2.099 Rechtsanwälte und Syndikusrechtsanwälte zugelassen (Stand: 1. Januar 2023).

## Über- und nachgeordnete Gerichte
Wie jedem Oberlandesgericht ist auch dem Oberlandesgericht Brandenburg allein der Bundesgerichtshof übergeordnet.
Nachgeordnet sind dem Oberlandesgericht Brandenburg die vier Landgerichte des Bezirks in Cottbus, Frankfurt (Oder), Neuruppin und Potsdam sowie die diesen Gerichten nachgeordneten 24 Amtsgerichte.

## Präsidenten
- 1993–2004: Peter Macke
- 2005–2010: Wolfgang Farke
- 2011–2015: Wolf Kahl
- 2015–2024: Klaus-Christoph Clavée
- seit 2025: Matthias Deller

## Geschichte
Das Brandenburgische Oberlandesgericht wurde nach dem Beitritt des Landes Brandenburg zur Bundesrepublik Deutschland eingerichtet und nahm am 1. Dezember 1993 seine Arbeit mit Sitz in der Stadt Brandenburg an der Havel auf, in der sich bis 1817 der 1232 urkundlich erstmals erwähnte Schöppenstuhl des Kurfürstentums Brandenburg befand.